# دارلين فوغل
دارلين فوغل (بالإنجليزية: Darlene Vogel)‏ هي عارضة وممثلة أمريكية، ولدت في 25 أكتوبر 1962 بموديستو في الولايات المتحدة.

## أعمال

### مسلسلات
- المحيط الهادي الأزرق
- كاسل

## وصلات خارجية
- دارلين فوغل على موقع IMDb (الإنجليزية)
- دارلين فوغل على موقع ألو سيني (الفرنسية)
- دارلين فوغل على موقع أول موفي (الإنجليزية)
- دارلين فوغل على موقع قاعدة بيانات الفيلم (الإنجليزية)
- دارلين فوغل على موقع كينوبويسك (الروسية)